# ディーン・ブーザニス
ディーン・アンソニー・ブーザニス（Dean Anthony Bouzanis、1990年10月2日 - ）は、オーストラリア・ニューサウスウェールズ州シドニー出身のサッカー選手。ポジションはゴールキーパー。

## 経歴

### クラブ
2014年5月、ウェスタン・シドニー・ワンダラーズFCへ完全移籍した。
2016年、メルボルン・シティFCに移籍した。
2020年8月、サットン・ユナイテッドFCに移籍した。

## タイトル

### クラブ
ウェスタン・シドニー・ワンダラーズFC
- AFCチャンピオンズリーグ：2014